# Lissochlora rufoseriata
Lissochlora rufoseriata là một loài bướm đêm trong họ Geometridae.